# Anatololacerta anatolica
Anatololacerta anatolica — вид ящірок родини Справжні ящірки (Lacertidae).

## Поширення
Anatololacerta anatolica є ендеміком Західної Анатолії (Мала Азія) на північ від річки Бююк Мендерес і островів, що знаходяться поблизу, деякі з яких є турецькі та інші грецькі. Він присутній на островах Самос, Ікарія, Нісірос, Сімі, Стронгілі Мегістіс, Родос і Пентанісіос.

## Опис
Тіло завдовжки до 7,5 см, хвіст вдвічі більший. Основне забарвлення темно-оливкове-коричневе. На спині проходять дві світлі смуги, які можуть перериватися. Горло може набувати червоного кольору.

## Спосіб життя
Цей вид зустрічається в скелястих районах серед рослинності середземноморського типу, каміння тощо. Відкладає до 9 яєць.